# Hangjinnao'er
Hangjinnao'er (kinesiska: 杭锦淖尔, 杭锦淖尔乡) är en socken i Kina. Den ligger i den autonoma regionen Inre Mongoliet, i den norra delen av landet, omkring 230 kilometer väster om regionhuvudstaden Hohhot.
Genomsnittlig årsnederbörd är 426 millimeter. Den regnigaste månaden är juli, med i genomsnitt 124 mm nederbörd, och den torraste är januari, med 1 mm nederbörd.